# 1651
1651 (MDCLI) a fost un an comun al calendarului gregorian, care a început într-o zi de duminică.

## Evenimente
- Piața Tiananmen (Poarta Păcii Cerești). Una din cele mai largi piețe construită la Beijing. A fost extinsă în 1958.

## Decese
- 3 septembrie: Kösem Sultan, 61 ani, soția sultanului Ahmed I (1603-1617) (n. 1590)
- 18 septembrie: Henriette Marie von der Pfalz, nobilă germană căsătorită în Transilvania (n. 1626)